# The Wall: Live in Berlin
The Wall: Live in Berlin var en livekonsert med Roger Waters och gästartister. Den spelades in 21 juli 1990 på Potsdamer Platz i Berlin inför mellan 200 000 och 500 000 åskådare. Samma år gavs den ut på CD och 2003 på DVD. Konserten sattes upp för att samla in pengar till Leonard Cheshires minnesfond för krigsoffer samt att hylla Berlinmurens fall.

## Historia
1989 fick Roger Waters frågan av konsertagenten Mick Worwood, om han skulle kunna tänka sig att sätta upp The Wall för att samla in pengar till Leonard Cheshires minnesfond för krigsoffer. Waters hade diskuterat frågan med producenterna av de ursprungliga The Wall-konserterna om ett återuppförande men var övertygad om att namnet The Wall skulle vara alltför nära knutet till sitt före detta band Pink Floyd, som han inte längre ville ha att göra med. Han var dock medveten om att det var han som hade kommit på idéerna och regisserat The Wall-konserterna.
Arbetet med att hitta en arena för uppsättningen påbörjades i september 1989. På grund av dess enorma storlek så tittade Roger Waters bland annat på Grand Canyon och Wall Street som tänkbara arenor. När Berlinmuren föll 9 november 1989 bestämde de sig för att sätta upp The Wall där. Förhandlingarna med myndigheterna i Berlin tog fem månader innan de fick tillstånd att göra konserten och därefter hade de knappt tre månader på sig att repetera.
Konserten kostade omkring 10 miljoner dollar att genomföra.

## Konserten
Konserten var större än någon av Pink Floyds konserter då Waters under konserten lät bygga en 80 meter bred och 25 meter hög mur som bestod av 75,5x60x150 centimeter stenblocksimitationer i polystyren. Framför muren löpte en tvåfilig väg där bland annat limousiner, ambulanser, militärlastbilar och marscherande militärer passerade under konserten. Vid murens båda ytterkanter fanns två stora videoskärmar som visade konserten (när den hade byggts klart stod orkestern bakom muren). Högtalarsystemet doldes bakom transparenta polystyrenblock.
När muren var färdigbyggd fungerade den som en stor filmduk. Under vissa låtar med bland annat scener från ett hotellrum framträdde Waters ur dolda öppningar i muren. Den revs inför den sista låten.
Inför konserten såldes 200 000 biljetter i förköp men strax innan den började, så öppnades alla grindar vilket gjorde att ytterligare mellan 100 000 och 500 000 åskådare kom in och kunde se konserten. Den TV-sändes live i 35 länder vilket innebar att den nådde ut till ytterligare 500 miljoner tittare. Den finansierades helt av Roger Waters och utöver sin grundinvestering i konserten så donerade han allt överskott från försäljningen av CD, video och DVD till Leonard Cheshires minnesfond för krigsoffer.
Till en början försökte Waters att få med musiker som Peter Gabriel, Rod Stewart, Joe Cocker, Bruce Springsteen och Eric Clapton men de var inte tillgängliga eller tackade nej. Bland de artister som ställde upp på konserten fanns Ute Lemper, The Band, Van Morrison, Sinéad O'Connor, Cyndi Lauper, Marianne Faithfull, Scorpions, Joni Mitchell, Jerry Hall och Bryan Adams.
Framförandet hade flera olikheter jämfört med Pink Floyds originaluppsättning av The Wall. Både "Mother" och "Another Brick In The Wall, Part II" utökades med solon från olika instrument och den senare hade dessutom ett mer abrupt slut. "In the Flesh?" hade ett utökat intro och "Comfortably Numb" en gitarrduell mellan de två sologitarristerna liksom körsång på slutet av låten. "The Show Must Go On" spelades inte alls, medan både "The Last Few Bricks" och "What Shall We Do Now?" ingick i repertoaren. "The Last Few Bricks" spelades dock i en avkortad version. Framförandet av låten "The Trial" hade levande skådespeleri med Thomas Dolby som Pinks gamla lärare, hängande från muren.
The Wall: Live in Berlin släpptes som ett livealbum, men flera låtar utelämnades på CD-versionen.

## Låtlista
- "In the Flesh?" - Scorpions
- "The Thin Ice" - Ute Lemper och Roger Waters
- "Another Brick in the Wall (Part 1)" - Roger Waters, Garth Hudson (saxofon)
- "The Happiest Days of Our Lives" - Joe Chemay, John Joyce, Stan Farber, Jim Haas och Roger Waters
- "Another Brick in the Wall (Part 2)" by Cyndi Lauper, två gitarrsolon av Rick DiFonzo och Snowy White, keyboardsolo av Peter Wood, keytarsolo av Thomas Dolby
- "Mother" - Sinead O'Connor och The Band, Garth Hudson (dragspel), bakgrundssång av Rick Danko och Levon Helm, akustiska gitarrer av The Hooters.
- "Goodbye Blue Sky" - Joni Mitchell
- "What Shall We Do Now?" - Bryan Adams och Roger Waters
- "Young Lust" - Bryan Adams och The Band, gitarrsolo av Rick DiFonzo, keyboardsolo av Peter Wood
- "Oh My God - What a Fabulous Room" - Jerry Hall
- "One of My Turns" - Roger Waters
- "Don't Leave Me Now" - Roger Waters
- "Another Brick in the Wall (Part 3)" - Roger Waters (följt av medleyt The Last Few Bricks)
- "Goodbye Cruel World" - Roger Waters
- "Hey You" - Paul Carrack, gitarrsolo av Rick DiFonzo
- "Is There Anybody out There?" - Bayerischer Rundfunk Orchestra och kör, akustiska gitarrer av Rick DiFonzo och Snowy White
- "Nobody Home" - Roger Waters, gitarrsolo av Snowy White
- "Vera" - Roger Waters och Bayerischer Rundfunk Orchestra och kör
- "Bring the Boys Back Home" - Bayerischer Rundfunk Orchestra och kör samt den sovjetiska arméns militärorkester
- "Comfortably Numb" - Van Morrison och Roger Waters, gitarrsolon av Rick DiFonzo och Snowy White
- "In the Flesh" - Roger Waters, Scorpions, Bleeding Heart Band, Bayerischer Rundfunk Orchestra och kör samt den sovjetiska arméns militärorkester
- "Run Like Hell" - Roger Waters, Bleeding Heart Band, Bayerischer Rundfunk Orchestra och kör samt den sovjetiska arméns militärorkester
- "Waiting for the Worms" - Roger Waters, Bleeding Heart Band, Bayerischer Rundfunk Orchestra och kör samt den sovjetiska arméns militärorkester
- "Stop" - Roger Waters, Bleeding Heart Band, Bayerischer Rundfunk Orchestra och kör samt den sovjetiska arméns militärorkester
- "The Trial" - Roger Waters, Bayerischer Rundfunk Orchestra och kör, med:
  - Tim Curry som åklagare (the Prosecutor)
  - Thomas Dolby som lärare (the Teacher)
  - Ute Lemper som frun (the Wife)
  - Marianne Faithfull som modern (the Mother)
  - Albert Finney som domare (the Judge)
- "The Tide is turning (efter Live Aid)" - the Company, sång av Roger Waters, Joni Mitchell, Cyndi Lauper, Bryan Adams, Van Morrison and Paul Carrack